# Thrixspermum erythrolomum
Thrixspermum erythrolomum är en orkidéart som beskrevs av P.O'byrne och Jaap J. Vermeulen. Thrixspermum erythrolomum ingår i släktet Thrixspermum och familjen orkidéer. Inga underarter finns listade i Catalogue of Life.